# Barbara Frischmuth
Barbara Frischmuth   (Altaussee, 5 de juliol de 1941 - Altaussee, 30 de març de 2025) va ser una escriptora austríaca.
Va estudiar turc i orientalística a Graz i a Viena. La seva obra destaca per la literatura fantàstica. Va ser membre de l'anomenat Grup de Graz, juntament amb altres autors com Peter Handke.

## Obres
- Die Klosterschule (‘L'escola conventual', 1968), on descriu l'autoritarisme d'un internat catòlic.
- Das Verschwinden des Schattens in der Sonne (‘La desaparició de l'ombra en el sol', 1973)
- Kai und die Liebe zu den Modellen (‘Kai i l'amor pels models', 1979)